# Ashland (Missouri)
Ashland è un comune degli Stati Uniti d'America, situato nello Stato del Missouri, nella contea di Boone.